# Ichthyose vulgaire
 Mise en garde médicale
L'ichtyose vulgaire (également connue sous le nom d'« ichtyose autosomique dominante » et « ichtyosis simplex ») est une maladie de la peau provoquant une peau sèche et squameuse. C'est la forme la plus courante et l'une des plus bénignes de l'ichtyose,:486, touchant environ 1 personne sur 250. C'est pour cette raison qu'on l'appelle aussi ichtyose commune. Il s'agit généralement d'une maladie héréditaire autosomique dominante (souvent associée à la profilaggrine), bien qu'il existe une version rare non héréditaire appelée ichtyose acquise.

## Présentation
L'ichtyose vulgaire est le type le plus courant parmi les ichtyoses, un groupe de maladies cutanées héréditaires caractérisées par la façon dont la peau produit de la kératine. Ces affections ont toutes en commun de provoquer une desquamation cutanée généralisée, dont l’intensité peut varier. Par rapport aux autres formes d'ichtyose, l'ichtyose vulgaire est généralement considérée comme la moins grave. Les symptômes de la forme héréditaire de l'ichtyose vulgaire ne sont généralement pas présents à la naissance, mais se développent généralement entre trois mois et cinq ans,. Ils s’améliorent souvent avec l’âge, même s’ils peuvent s’aggraver avec le vieillissement.
Lorsque l'ichtyose vulgaire survient chez le nourrisson, des signes suivant deviennent apparents, généralement vers l'âge de 5 ans: sécheresse cutanée, lésions cutanées, kératose pilaire (petites bosses cutanées), épaississement de la peau sur les paumes et la plante des pieds (hyperlinéarité palmoplantaire), peau squameuse (dermatose squameuse) et, dans les cas graves, une peau rouge et enflammée (érythrodermie).
Bien que la plupart des personnes atteintes de cette maladie en vivent normalement, les complications potentielles comprennent une carence en vitamine D et des problèmes d’audition dus à la desquamation des oreilles. De plus, les changements visibles sur la peau peuvent diminuer considérablement la qualité de vie d’une personne.
Divers traitements topi, ques sont disponibles pour exfolier les squames. Comme médicament topique principal, les médecins recommandent souvent l’utilisation de crèmes hydratantes contenant 10 % d’urée, ainsi que des céramides, des acides alpha-hydroxylés et d’autres composés hydratants,.
La maladie ne met pas la vie en danger ; l’impact sur le patient, s’il s’agit d’un cas bénin, se limite généralement à de légères démangeaisons et à l’impact social d’une peau d’apparence inhabituelle. Les personnes atteintes de cas bénins présentent des symptômes tels que des plaques squameuses sur les tibias, de fines squames blanches sur les avant-bras et le haut des bras, ainsi que des paumes rugueuses. Les personnes atteintes des cas les plus légers ne présentent aucun symptôme autre que de faibles « lignes de mosaïque » révélatrices entre les tendons d’Achille et les muscles du mollet.

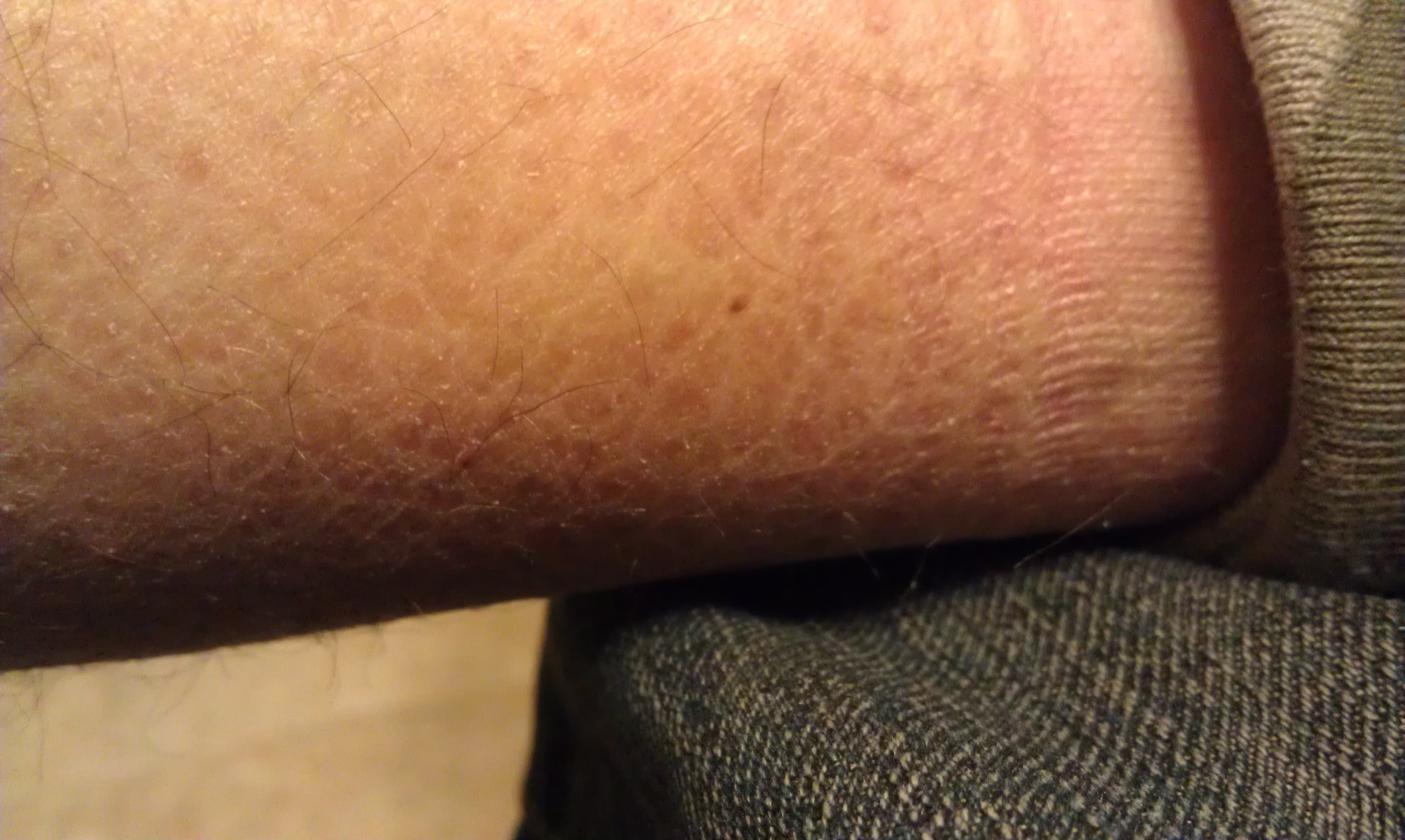
Présentation légère de l'ichtyose vulgaire : des lignes en mosaïque pâles sont visibles sur le mollet

Des cas graves, bien que rares, existent. Ils entraînent une accumulation de squames sur tout le corps. Les zones où se trouvent une concentration de glandes sudoripares, et celles où il y a le plus de frottements (comme les aisselles, l'aine et les zones « pliées » du coude et des genoux) sont les moins touchées.

### Conditions associées
De nombreuses personnes atteintes d’ichtyose sévère ont des problèmes de transpiration en raison de l’accumulation de squames sur la peau. Cela peut entraîner des problèmes tels que des « démangeaisons piquantes (en) », qui résultent de l’incapacité de la peau affectée à transpirer en raison de l’accumulation de squames, ou des problèmes liés à la surchauffe. La majorité des personnes atteintes peuvent transpirer au moins un peu. Paradoxalement, cela signifie que la plupart des gens seraient plus à l’aise dans un climat chaud et humide. La transpiration aide à éliminer les squames, ce qui améliore l'apparence de la peau et prévient les « démangeaisons piquantes ».
La peau sèche se fissure au niveau des doigts ou des extrémités et crée des coupures sanglantes. La peau est tendue et douloureuse lorsqu’elle est enflammée. Chez les enfants et les adolescents, des problèmes psychologiques peuvent inclure une image de soi incohérente, des fluctuations d’humeur dues à des poussées cycliques, une tendance à la dépendance, la possibilité d’un retrait social lorsque la peau est visiblement infectée et une préoccupation pour l’apparence.

## Génétique
L'ichtyose vulgaire est une maladie génétique courante causée par un seul gène. On pense que ce trouble est dû à des changements dans le gène responsable de la production d’une protéine appelée profilaggrine, qui se transforme plus tard en filaggrine. Environ 10 % des personnes présentent des modifications génétiques dans le gène de la profilaggrine, ce qui peut également être lié à un autre problème de peau appelé dermatite atopique, qui survient souvent en même temps que l'ichtyose vulgaire.

## Diagnostic
L'ichtyose vulgaire est principalement diagnostiquée sur la base des caractéristiques cliniques du patient, notamment les résultats de l'examen physique et les antécédents personnels et familiaux. L'histoire de l'âge d'apparition et l'utilisation de l'ascendance familiale pour clarifier le modèle d'hérédité peuvent aider à spécifier l'ichtyose vulgaire parmi d'autres types d'ichtyoses. Dans certains cas, il peut être difficile de faire clairement la différence entre l'ichtyose vulgaire et d'autres ichtyoses ; un médecin peut demander un test génétique ou effectuer une biopsie et un examen histopathologique, mais même ce test reste suggestif et non spécifique de l'ichtyose vulgaire.

## Traitement
L'ichtyose vulgaire héréditaire est une maladie persistante qui a tendance à s'améliorer avec l'âge, mais qui nécessite généralement une prise en charge continue. La gravité de l’ichtyose acquise, en revanche, est généralement liée à l’affection systémique sous-jacente. L’approche principale pour les deux formes consiste à maintenir l’hydratation de la peau et à appliquer des onguents pour éviter la perte d’humidité. L’hydratation favorise la desquamation de la peau en améliorant l’activité de certaines enzymes et en rendant la peau plus réactive aux forces mécaniques. Il améliore également la souplesse de la couche la plus externe de la peau.
Pour certains patients, les rétinoïdes topiques peuvent être bénéfiques, tandis que les acides alpha-hydroxylés tels que les acides lactique, glycolique ou pyruvique s'avèrent efficaces pour hydrater la peau. Ils agissent en décomposant les cellules cutanées dans les couches inférieures de la couche externe de la peau nouvellement formée. Les applications deux fois par jour se sont avérées plus efficaces que les crèmes à base de pétrole dans la gestion de l’ichtyose vulgaire.
De nombreux produits en vente libre contiennent soit de l’urée, soit du propylène glycol. Les hydratants contenant une concentration d’urée plus faible (10 à 20 %) améliorent la flexibilité de la couche externe de la peau en agissant comme humectants. Le propylène glycol, quant à lui, attire l’eau à travers la couche externe de la peau, facilitant ainsi la desquamation de la peau épaissie après l’hydratation. C'est un composant courant dans les produits sur ordonnance et en vente libre. Une nouvelle émulsion contenant de l'urée (10 %), des céramides et des facteurs hydratants naturels, appliquée deux fois par jour, peut être bénéfique pour les personnes ayant une peau hyperkératosique et sèche.
Les rétinoïdes topiques, comme la trétinoïne, pourraient également apporter des avantages, car ils réduisent la cohésion des cellules de la peau, favorisent le renouvellement cellulaire et inhibent la production de kératine. Dans certains petits essais, le tazarotène, un rétinoïde topique sélectif, a démontré son efficacité. Bien que les stéroïdes soient généralement inefficaces contre l’ichtyose vulgaire, un stéroïde topique doux pourrait être utilisé pour soulager les démangeaisons. Dans les cas d’ichtyose vulgaire acquise, le traitement consiste principalement à traiter l’affection systémique sous-jacente, ce qui conduit souvent à une amélioration des symptômes. Les recherches en cours visent à évaluer et à comparer les propriétés physiques et chimiques de divers émollients topiques afin de déterminer leur efficacité.